# Escuela de Minas de Antofagasta
La Escuela de Minas de Antofagasta fue una institución académica fundada en 1918, a partir de la extinta Escuela de Salitres y Minas, y contó con un aporte estatal, según lo indicado en la ley 13620. Esta escuela poseía un rol importante dentro del estudio de las técnicas mineras al estar establecida en el norte de Chile, a raíz de la explotación del salitre en la zona de Antofagasta. 
En 1952, la institución pasó a formar parte de la Universidad Técnica del Estado. Actualmente se asume que es parte fundamental de la fundación de la Universidad de Antofagasta, cuya creación proviene desde la fusión de las sedes regionales de las universidades de Chile y Técnica del Estado que existían en Antofagasta.
Su rol era formar técnicos y obreros especializados en diversas materiales de la extracción y procesamiento de minerales como el salitre y posteriormente el cobre, junto con las ingenierías que permiten sustentar los procesos mineros como son la electricidad, química, geomensura y mecánica.

## Personas destacadas
- Ernesto Antúnez Rebolledo, parlamentario, ejerció la docencia en la Escuela de Minas de Antofagasta